# Independence Cup (Bangladesh)
LIndependence Cup è un torneo calcistico bengalese per squadre di club maschili.

## Albo d'oro
- 1972:  Mohammedan
- 1990:  Abahani Ltd. Dacca
- 1991:  Mohammedan
- 2005:  Moktijoddha Dhaka
- 2011:  Farashganj
- 2013:  Sheikh Russel
- 2014:  Mohammedan
- 2016:  Chittagong Abahani
- 2017-18:  Arambagh
- 2018:  Bashundhara Kings
- 2021:  Abahani Ltd. Dacca
- 2022-23:  Bashundhara Kings

### Vittorie per squadra
| Vittorie | Squadra            | Anno vittorie    |
| -------- | ------------------ | ---------------- |
| 3        | Mohammedan         | 1972, 1991, 2014 |
| 2        | Abahani Ltd. Dacca | 1990, 2021       |
| 2        | Bashundhara Kings  | 2018, 2022-23    |
| 1        | Moktijoddha Dhaka  | 2005             |
| 1        | Farashganj         | 2011             |
| 1        | Sheikh Russel      | 2013             |
| 1        | Chittagong Abahani | 2016             |
| 1        | Arambagh           | 2017-18          |

### Vincitori della classifica marcatori
| Anno    | Giocatore/i                                 | Squadra                                                          | Goals |
| ------- | ------------------------------------------- | ---------------------------------------------------------------- | ----- |
| 2011    | James Moga                                  | Muktijoddha Sangsad KC                                           |       |
| 2014    | Jahid Hasan Ameli Sony Norde Sunday Chizoba | Mohammedan SC Sheikh Jamal Dhanmondi Club Muktijoddha Sangsad KC |       |
| 2016    | Sunday Chizoba                              | Abahani Limited Dhaka                                            | 6     |
| 2017–18 | Mohammad Jewel                              | Arambagh KS                                                      | 3     |
| 2018    | Paul Emile Biyaga                           | Arambagh KS                                                      | 4     |
| 2021    | Dorielton                                   | Abahani Limited Dhaka                                            | 4     |
| 2022–23 | Dorielton                                   | Bashundhara Kings                                                | 9     |